# Алмати
Алмати (груз. ალმატი) — село в Грузии. Находится в восточной Грузии, в Кварельском муниципалитете края Кахетия. Расположено на южных склонах Кахетинского Кавкасиони, на высоте 580 метров над уровнем моря, на правом берегу реки Инцоба, которая впадает в реку Алазани с левой стороны. От города Кварели располагается в 25 километрах. По результатам переписи 2014 года в селе проживало 565 человек.